# Promiňte, že žiju
Promiňte, že žiju (v originále Scusate se esisto!) je italský hraný film z roku 2014, který režíroval Riccardo Milani podle vlastního scénáře. Film popisuje problémy mladé ženy, která nemůže sehnat práci v oboru, proto se dopustí malého podvodu.

## Děj
Serena je architektka, která pochází z italského městečka v kraji Abruzzo. Studovala na několika prestižních školách v zahraničí, mluví plynně několika jazyky a rozvíjí svou úspěšnou kariéru v Londýně. Přesto se jednoho dne rozhodne vrátit se do Itálie a pokračovat jako architektka v Římě. Zde však narazí na problém, že jako žena i přes svou kvalifikaci nemůže najít odpovídající práci. Nakonec začne pracovat jako servírka v kavárně. Spřátelí se s jejím majitelem Francescem, který je gay. Ráda by získala zakázku na revitalizaci obytného komplexu ze 70. let v průmyslové čtvrti Corviale. Francesco se nechá přemluvit, že bude předstírat, že je architekt působící momentálně v Japonsku, aby díky němu Serena získala zakázku.

## Obsazení
| Paola Cortellesiová | Serena Bruno   |
| Raoul Bova          | Francesco      |
| Corrado Fortuna     | Pietro         |
| Lunetta Savino      | Michela        |
| Marco Bocci         | Nicola         |
| Ennio Fantastichini | Dr. Ripamonti  |
| Cesare Bocci        | Volponi        |
| Stefania Rocca      | Maria          |
| Armando De Razza    | Ennio Tintozzi |